# JoGayle Howard

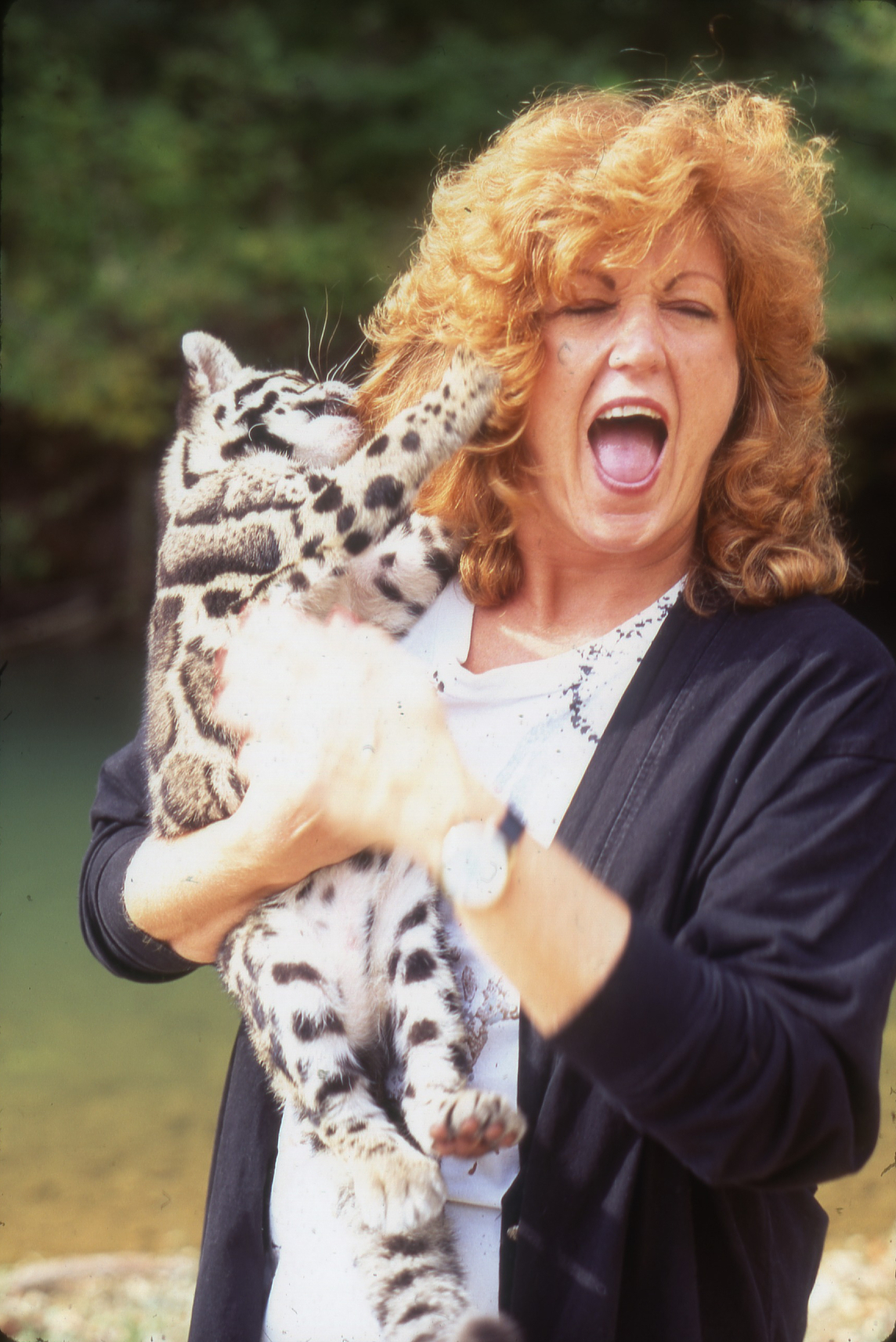
JoGayle Howard mit jungem Nebelparder (1992)

JoGayle Dillon Howard (geb. am 20. Mai 1951 in Dallas, Texas; gest. am 5. März 2011 in Washington, D.C.) war eine US-amerikanische Zoologin, Tierärztin und Reproduktionsspezialistin mit dem Schwerpunkt Erhaltungszucht gefährdeter Arten wie großem Panda, Nebelparder und Schwarzfußiltis.

## Herkunft und Ausbildung
JoGayle Howard kam 1951 in Dallas zur Welt. 1980 schloss sie ein Veterinärmedizinstudium an der Texas A&M University als Doctor of Veterinary Medicine ab. An der University of Maryland erwarb sie 1989 einen Doktortitel in Reproduktionsphysiologie.

## Karriere
Aufbauend auf ihre Veterinär-Ausbildung wurde Howard im Laufe der Zeit Expertin für Tierzucht. Sie setzte die beim Menschen zur Anwendung kommenden Methoden der Infertilitätsbehandlung ein (künstliche Insemination und In-vitro-Fertilisation) und war eine Pionierin bei Elektroejakulations-Techniken.
1980 begann sie am Smithsonian Conservation Biology Institute in Washington, D.C. Sie war zunächst für das Schwarzfußiltis-Zuchtprogramm des National Zoological Parks verantwortlich. Sie betreute die Geburten von mehr als 500 Jungtieren und 150 künstliche Inseminationen.
1992 führte sie die erste erfolgreiche Insemination bei Nebelpardern durch. "Wenn wir diese Art verlieren," sagte Howard über die Nebelparder, "bedeutet das möglicherweise, dass wir auch noch andere Arten im Wald verlieren. Wir alle zusammen könnten den Wald verlieren. Das kann schließlich auch Auswirkungen auf den Menschen haben. Ich denke, die meisten Leute wollen diese Tiere einfach sehen und wollen auch, dass ihre Nachkommen diese Tiere auch noch sehen können. Sie sind einzigartig und nicht könnte den Nebelparder ersetzen!" "
Von 1998 bis 2000 studierte Howard den Großen Panda in China. Diese Untersuchung half dabei, die Ursachen für die schlechte Fortpflanzung zu identifizieren, was in den nächsten zehn Jahren zu einem Anstieg der Population von Großen Pandas in Zuchtzentren und Zoos führte. “Ich bin eigentlich kein emotionaler Mensch,” erzählte sie einmal einem Reporter. “Aber es ist wirklich super, wenn man feststellt, dass man diese Tiere wieder dorthin bringen kann, wo sie hingehören.”
2011 starb JoGayle Howard in Washington D.C. an einer Krebserkrankung.

## Auszeichnungen und Ehrungen
- Research Career Award (SERCA) des National Institutes of Health[8]
- Ulysses S. Seal Conservation Award der American Association of Zoo Veterinarians[8]
- Distinguished Research and Scientist Award der American Association of Zoo Veterinarians[8]
- 2010 Recovery Champion Award des U.S. Fish & Wildlife Service[9]
- Mitgliedschaft in der American Society of Andrology, Mitglied des Executive Council (1993–1996)[10]
- Vizepräsidentschaft im Women in Andrology Committee (1999–2000)[10]
- Präsidentschaft im Women in Andrology Committee (2000–2001)[10]
- 1997 Einladung als Referentin bei der Buckeye Lecture[10]

## Publikationen
- Giant Pandas: Biology and Conservation[11]
- Recovery of the Black-footed Ferret[12]
- Do Ranger Stations Deter Poaching Activity in National Parks in Thailand?[13]